# جو كيلي (كاتب أمريكي)
جو كيلي (بالإنجليزية: Joe Kelly)‏ هو كاتب سيناريو أمريكي، ولد في القرن العشرين.

## وصلات خارجية
- جو كيلي على موقع IMDb (الإنجليزية)
- جو كيلي على موقع ألو سيني (الفرنسية)
- جو كيلي على موقع قاعدة بيانات الفيلم (الإنجليزية)
- جو كيلي على موقع كينوبويسك (الروسية)